# وست‌واتر
وست‌واتر (انگلیسی: Westwater) شرکت معدن آمریکایی است، که در سال ۱۹۷۷ تأسیس شد.